# 태풍 파나피
태풍 파나피(태풍 번호: 1011, JTWC 지정 번호: 12W, 국제명:FANAPI, 필리핀 기상청(PAGASA) 지정 이름: Inday)는 2010년에 북서태평양에서 발생한 11번째 태풍으로 중국과 대만에 상륙하여 큰 피해를 냈다. 이 같은 큰 피해로 인해 이름인 '파나피(FANAPI)'는 사용이 중지되었고 '라이(RAI)'로 대체되었다.

## 태풍의 진행

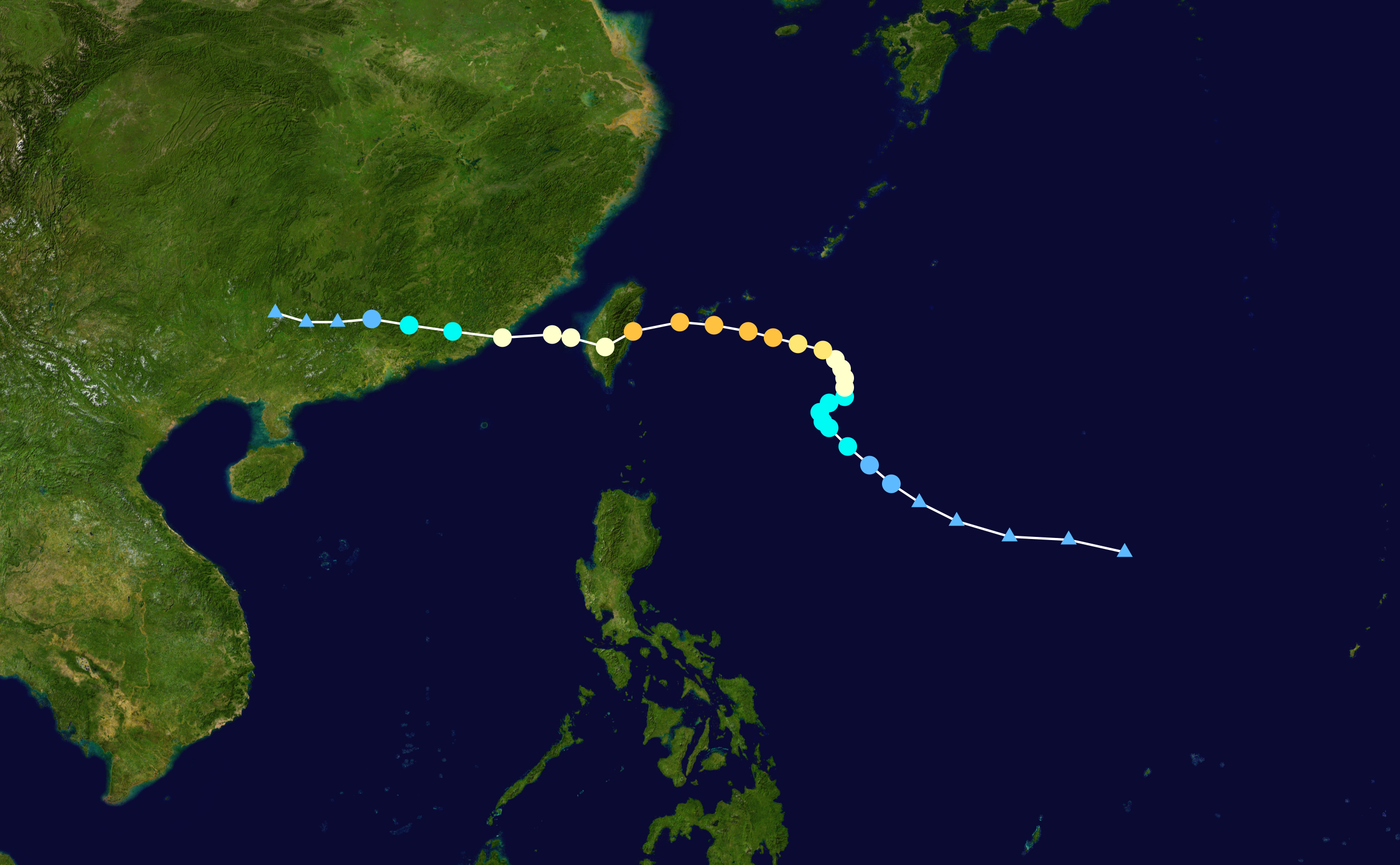
태풍 파나피의 이동 경로

9월 14일 발생한 열대저기압이 발달하여 9월 15일 오후 9시에 태풍 파나피가 발생하였다. 16일 오전 9시에 중심 기압 985 hPa, 최대 풍속 27 m/s, 강풍 반경 약 250 km, 강도는 ‘중’, 크기는 ‘소형’의 태풍으로 발달한데 이어서 같은 날 오후 9시에는 중심 기압이 970 hPa, 최대 풍속이 36 m/s까지 발달하여 태풍으로서의 최고 단계인 TY로 격상되었다.
이후 대만을 향해 서진하면서 태풍은 급격히 발달하여 19일 오전 3시에 중심 기압 935 hPa, 최대 풍속 48 m/s, 강풍 반경 400 km을 기록하여 태풍의 일생 중 가장 강한 세력이 되었다. 이후 대만에 상륙하여 태풍은 급격히 약화된 뒤 20일 오전에 중국 산터우 반도에 상륙한 뒤 21일 오전 3시에 홍콩 북서쪽 약 240 km 부근 육상에서 열대저기압으로 약화, 소멸되었다.
한편, 태풍 파나피가 매우 강한 상태에서 상륙한 대만에서 많은 피해가 발생하였다. 특히 대만 남부 지방을 중심으로 홍수와 산사태가 발생하여 2명이 사망하고, 76명이 부상을 입었으며, 17만 가구의 전기가 끊어졌다. 중국 광둥성에서도 폭우와 산사태로 55명이 사망하고, 42명이 실종되었다.
태풍 파나피(FANAPI)는 미크로네시아 연방에서 제출했으며 추크어로 ‘모래섬’이란 뜻이다.

## 태풍의 시간별 정보
아래 표는 대한민국 기상청(KMA)의 자료에 의한 것임.
| 형태          | 날짜 및 시간 (UTC) | 위도 (°N) | 경도 (°E) | 이동속도 (km/h) | 기압 (hPa) | 최대풍속 (m/s) |
| ------------- | ------------------ | --------- | --------- | --------------- | ---------- | -------------- |
| 열대폭풍      | 9월 15일 12시      | 20.7      | 127.5     | 7               | 1000       | 17.0           |
| 열대폭풍      | 9월 15일 18시      | 20.9      | 127.6     | 5               | 995        | 20.0           |
| 강한 열대폭풍 | 9월 16일 0시       | 21.5      | 127.8     | 12              | 985        | 27.0           |
| 강한 열대폭풍 | 9월 16일 6시       | 21.5      | 128.0     | 4               | 980        | 31.0           |
| 태풍          | 9월 16일 12시      | 21.7      | 128.6     | 11              | 970        | 36.0           |
| 태풍          | 9월 16일 18시      | 22.1      | 128.4     | 9               | 970        | 36.0           |
| 태풍          | 9월 17일 0시       | 22.2      | 128.4     | 2               | 965        | 38.0           |
| 태풍          | 9월 17일 6시       | 22.7      | 128.0     | 12              | 960        | 40.0           |
| 태풍          | 9월 17일 12시      | 23.1      | 127.7     | 10              | 960        | 40.0           |
| 태풍          | 9월 17일 18시      | 23.3      | 126.8     | 16              | 950        | 43.0           |
| 태풍          | 9월 18일 0시       | 23.4      | 126.2     | 11              | 945        | 45.0           |
| 태풍          | 9월 18일 6시       | 23.8      | 125.3     | 17              | 940        | 46.0           |
| 태풍          | 9월 18일 12시      | 23.9      | 124.3     | 18              | 940        | 46.0           |
| 태풍          | 9월 18일 18시      | 24.0      | 123.1     | 21              | 935        | 48.0           |
| 태풍          | 9월 19일 0시       | 23.7      | 121.6     | 27              | 955        | 41.0           |
| 강한 열대폭풍 | 9월 19일 6시       | 23.2      | 120.5     | 21              | 980        | 31.0           |
| 강한 열대폭풍 | 9월 19일 12시      | 23.2      | 119.9     | 13              | 980        | 31.0           |
| 강한 열대폭풍 | 9월 19일 18시      | 23.4      | 119.0     | 16              | 980        | 31.0           |
| 강한 열대폭풍 | 9월 20일 0시       | 23.8      | 117.5     | 27              | 985        | 27.0           |
| 열대폭풍      | 9월 20일 6시       | 23.7      | 115.8     | 29              | 990        | 24.0           |
| 열대폭풍      | 9월 20일 12시      | 23.5      | 114.5     | 23              | 995        | 20.0           |
| 소멸          | 9월 20일 18시      | 24.2      | 112.7     | 34              | 1000       |                |

## 대비와 피해

### 대만

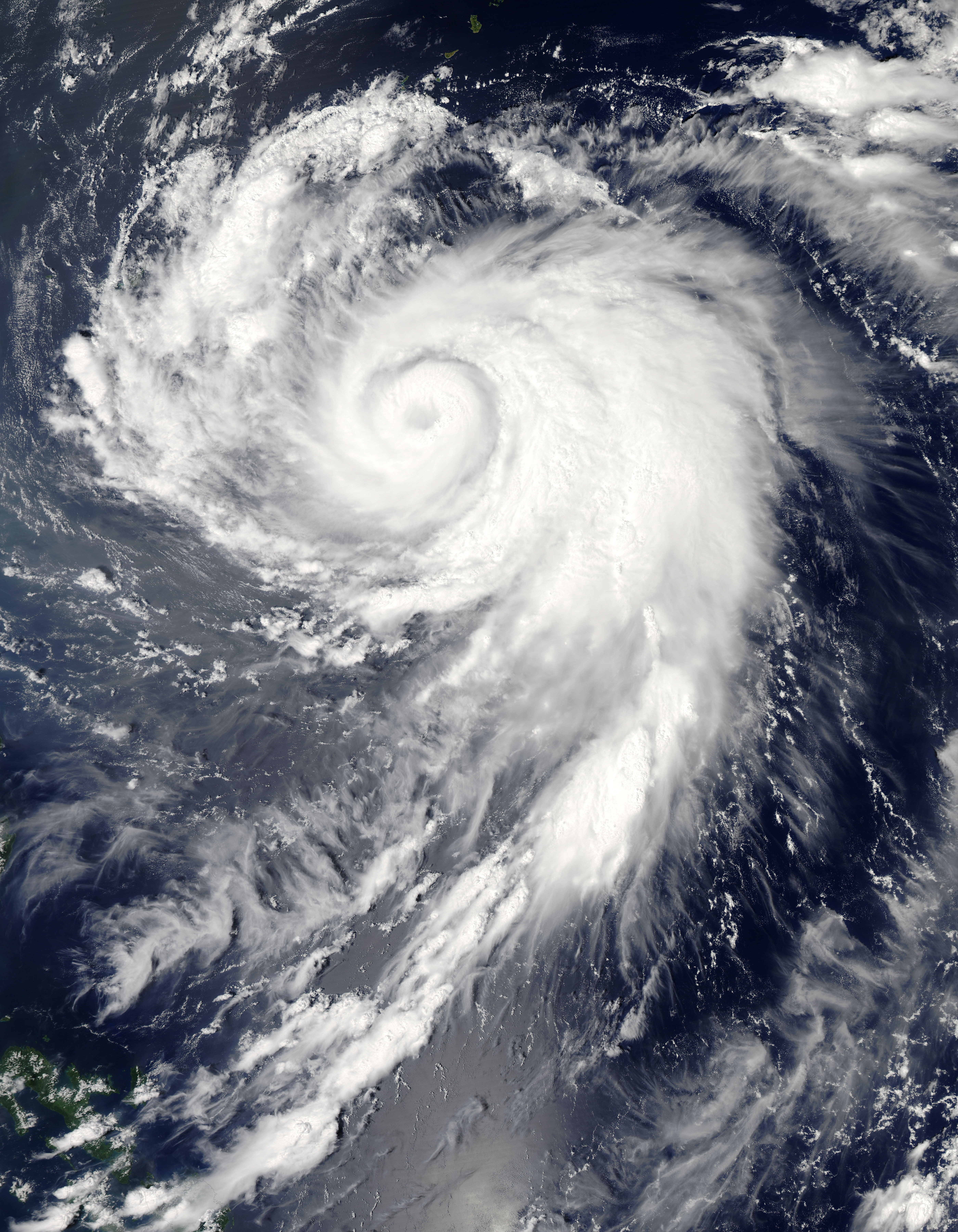
태풍 파나피 (9월 17일)

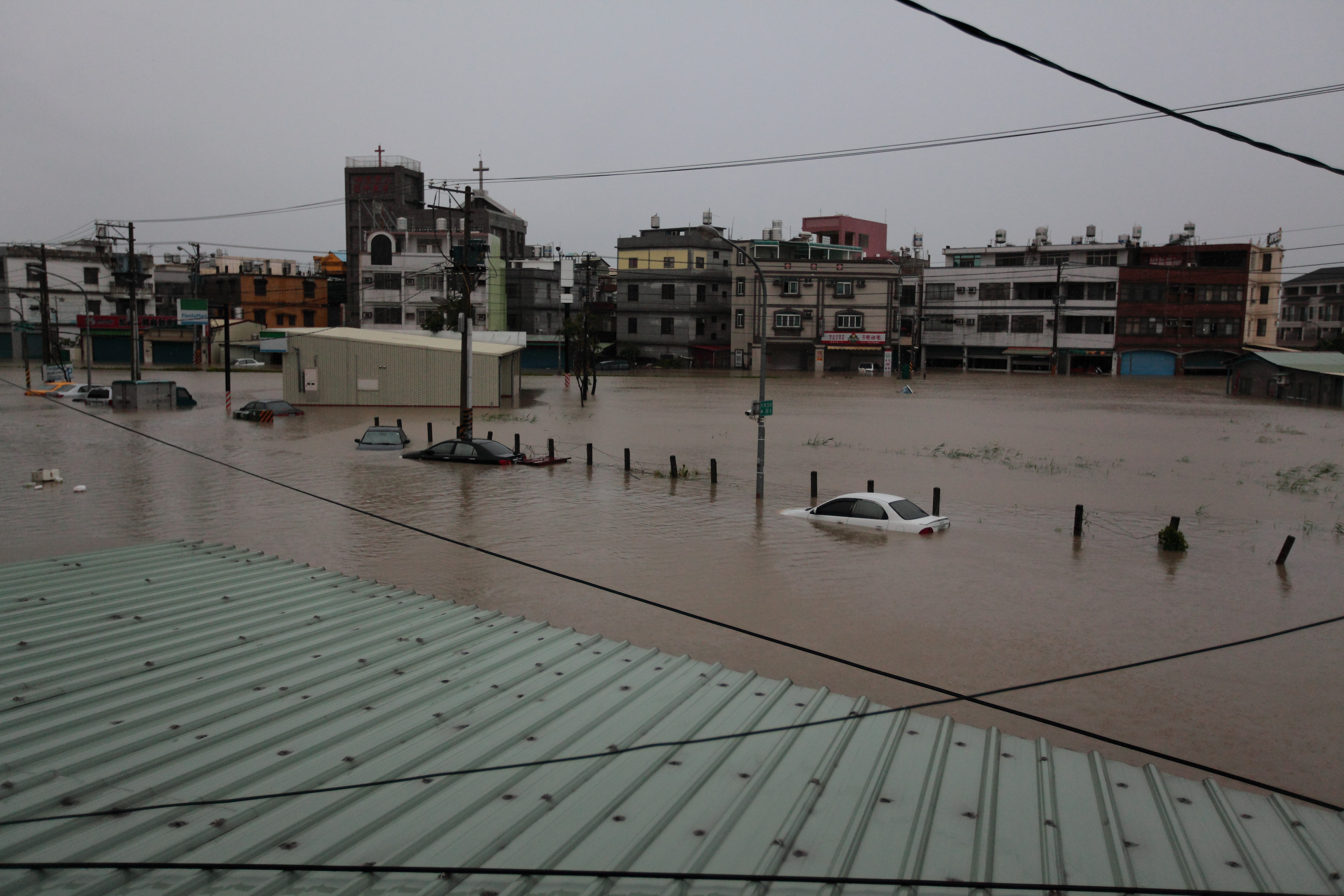
태풍 파나피로 인한 가오슝시 난쯔구의 홍수

9월 17일에 대만 해안에 있는 모든 학교들에게 휴교처분이 내려졌고 마오콩 케이블카에도 운행이 중지되었다. 태풍 파나피가 가까워지자 당시 대만의 대통령이었던 마잉주는 1만 9천명의 비상근무요원을 미리 동원시켰다. 파나피가 섬에 상륙해 전선이 끊어졌고 사무실이 폐쇄되었다. 다음날인 9월 18일에 3명이 숨졌다. 대만 남부와 동부지역에 엄청난 비가 내려 산사태가 일어나는 원인이 되었다. 핑둥현의 산지에서는 17년 만에 기록적인 강수량을 기록했다. 대만 고속철도 사(社)에서도 파나피가 상륙할 때 몇몇 운행편을 조금씩 지연시켰다. 섬 동부에 있는 화롄현에 있던 많은 나무가 뿌리뽑혔고 화롄 현에 거주하던 1,721명의 사람들이 대피했고 31만4천 가구의 전기공급이 중단되었다. 농부들은 파나피가 작물들에 영향을 끼칠까봐 걱정되어 미리 수확을 해놓은 다음에 도매로 모두 팔았다. 이로 인해 9월 19일에 과일들과 채소들의 가격이 15%나 하락했다. 또한 이날에 2,155톤의 채소들이 타이페이 농수산물 도매시장에서 팔렸다. 그러나 다른 농작물에 비해 품질이 좋은 것들은 가격대가 안정적이었다. 대만에 있던 강 중 61개 강 근처에서 산사태 경보를 내렸다. 파나피는 고속도로 14개 부분에도 손상시키게했다. 전체 인명피해 중 화롄현에서의 피해가 가장 극심했는데 대만 전체 부상자 75명 중에 70명이 이곳에서 발생했다. 가오슝 시내에서도 파나피로 인해 홍수가 났다.
대만의 40개의 학교가 태풍 파나피로 인해 파괴되었고 화롄 현에서의 농작물 피해가 특히 심했다. 대만 전체 피해액은 이 때 약 387만달러로 추산되었고 혹시 있을 피해로 인해 9월 20일까지 학교가 휴교했다. 가오슝 시내의 100개가 넘는 건물들에서 파나피가 남긴 피해를 청소하려고 잔여 수도펌프를 찾았다. 가오슝 시민들은 도시의 배수구가 잘못되었다고 비판했다. 그들은 폭우에 견딜 수 있는 배수구로 설계가 되지 않았다고 주장하기도 했다. 또한 파나피로 인해 쓰레기들이 거리에 많이 나뒹굴어 환경관리국에서는 1,974명의 청소부와 458대의 추가 차를 동원해 거리를 청소했다. 9월 20일에 다시 조사를 해본 결과 대만 전체 203개의 학교가 심하게 파손되었고 이로 인한 피해액은 178만달러로 총 집계되었다. 섬에 있는 바나나, 옥수수, 차, 쌀과 파인애플 작물들 약 2,046헥타르의 면적이 파괴되었다. 이날 전체 산업분야 피해액은 9375만달러로 집계되었는데, 80%의 공장들이 태풍 파나피가 상륙하기 전부터 폐쇄되었기 때문이었다. 이날 후로 학교건물 피해는 더욱 늘어나 438개교의 학교가 파괴되었다고 전해졌다. 추가로 늘어난 학교 피해로 인해 9월 21일까지 휴교령을 내렸다. 홍수로 인한 사망자의 유가족들에게는 정부가 제공한 가구당 $945.92의 보상금이 지급되었다. 또한 정부는 집이 50 cm 이상 잠겼을 시에 추가보상액 $630.61을 더해서 지급하겠다고 말하기도 했다. 대만에서는 농업분야에서 피해가 극심했다. 전체 농업분야 피해액은 적어도 6527만달러로 예상되었다. 하지만 가오슝시에 있는 화학제품 공장에서는 상대적으로 피해가 적었다. 9월 21일에 유가족들에게 지급되는 보상비가 $1261.22로 늘어났고 이날에 1명의 사망자가 또 발견되면서 섬 전체의 인명피해는 2명으로 늘어났다. 대만 전체에서 총 추산된 피해액은 2억1090만달러였다.

### 중국 본토
중국 기상청이 2010년에 발생한 태풍 중에서 가장 큰 세력으로 중국을 강타할 것이라고 예보해 중국 본토에서 수많은 사람들이 태풍 파나피가 중국으로 오기 전에 미리 대피를 시작했고 9월 20일에 수많은 회사들이 폐쇄되었다. 파나피는 남중국해 해안을 따라 전진했는데, 이 곳에는 중국의 많은 원유 기반시설들이 위치해있었다. 원유 시설들을 보호하기 위해 잠정 폐쇄되어야 해 기름값이 오르기도 했다. 태풍 파나피가 홍콩에 가까워지자 기상청 예보관들은 파나피가 강풍과 폭우로 동반하면서 홍콩 북쪽 약 100 km 부근 육지에 상륙할 것이라고 예측했다. 또한 그들은 광둥성을 가로지르며 지나가 이곳에 심각한 피해를 입힐 것이라고 생각했다. 파나피가 대만을 9시간에 걸쳐 통과해 매우 많은 피해를 남긴 후 중국과 가까워지자 해안가에 강풍이 불기 시작했다. 광둥성 남서부에 위치한 마오밍시에서는 홍수와 산사태가 일어났지만 8천명의 사람들이 미리 안전한 지대로 대피해 피해가 없었으나 양춘시에서는 24시간 강수량이 550 mm을 기록하면서 가장 피해가 극심했다. 가오저우시와 신이시에서도 피해가 심했다. 푸젠성의 6개의 시군들의 23시간 강수량이 200 mm을 초과했으며 9월 22일까지 13명의 사람들이 사망했고 많은 사람들이 실종되었다. 9월 23일에 사망자 수는 54명으로 늘었고 실종자도 42명으로 증가했다. 9월 24일에는 사망자가 70명에 도달했다. 태풍 파나피는 대만을 쓸고 지나왔음에도 불구하고 중국에 심대한 피해를 남겼다. 총 경제손실액은 3억1500만달러였고 집 3,647채가 파괴되었다. 또 경작지 35,900헥타르가 황폐화되었다.

### 홍콩
홍콩 기상청에서는 태풍 파나피가 대만에 상륙할 당시 태풍경보 제1단계를 발령했다. 이틀 뒤 저녁에 제3단계로 격상시키고 이날 밤에 강풍과 비가 도시에 내려 시간당 50 mm의 비가 온 곳도 있었다. 하지만 다음날 아침 7시 45분쯤에 기상청은 모든 주의보와 경보를 해제했다.

## 제명
태풍 파나피가 남긴 큰 피해로 인해 2011년 1월 대한민국 제주도에서 열린 제43차 아시아 태평양 경제 사회 위원회와 WMO 태풍 위원회 연례회의에서 이름인 '파나피(FANAPI)'를 제명하고 돌로 만든 화폐를 뜻하는 '라이(RAI)'로 대체시키기로 결정했다.

## 같이 보기
- 2010년 태풍